# N'Guigmi
N’Guigmi  est une ville du département de N’Guigmi, dans la région de Diffa, près du lac Tchad au sud-est du Niger.

## Géographie

### Administration
N’Guigmi est une commune urbaine du département de N’Guigmi, dans la région de Diffa au Niger.
C'est le chef-lieu de ce département.

### Situation
N’Guigmi est située à environ 140 km au nord-nord-est de Diffa et 1 493 km à l'est de Niamey, la capitale du pays. N'Guigmi fait frontière avec le Tchad et Bosso avec le Nigeria. 
|           | N'Gourti |       |
| Kabléwa   | N'Guigmi | Tchad |
| Gueskérou | Bosso    |       |

### Relief et environnement
La ville se trouve sur l'ancien rivage du lac Tchad.

### Climat
La région de N’Guigmi possède un climat désertique chaud (Classification de Köppen BWhw) à longue saison sèche « hivernale » avec des températures très élevées toute l'année et moins de 200 mm de pluie concentrés sur 4 mois en été, typique de la zone saharo-sahélienne entre le Sahara (désert) et le Sahel (semi-désert). La température moyenne journalière annuelle y est comprise entre 29 °C et 30 °C avec une température moyenne maximale approchant 38 °C et une température moyenne minimale supérieure à 21 °C.
| Mois                              | jan. | fév. | mars | avril | mai  | juin | jui. | août | sep. | oct. | nov. | déc. | année |
| --------------------------------- | ---- | ---- | ---- | ----- | ---- | ---- | ---- | ---- | ---- | ---- | ---- | ---- | ----- |
| Température minimale moyenne (°C) | 12,8 | 14,2 | 19,4 | 24,5  | 25,9 | 26,3 | 25,7 | 24,3 | 24,1 | 22,4 | 18,2 | 13,7 | 21,28 |
| Température moyenne (°C)          | 21,6 | 24,6 | 28,8 | 33,4  | 34,6 | 34,4 | 32,2 | 30,3 | 31,4 | 31,1 | 26,8 | 22,7 | 29,33 |
| Température maximale moyenne (°C) | 30,4 | 34,9 | 38,2 | 42,3  | 43,3 | 42,4 | 38,7 | 36,3 | 38,8 | 39,9 | 35,4 | 31,7 | 37,84 |
| Précipitations (mm)               | 0    | 0    | 0    | 1     | 5    | 11   | 55   | 100  | 15   | 1    | 0    | 0    | 187,5 |

## Population
La population de la commune urbaine était estimée à 42 490 habitants en 2011
,.

## Économie

### Services postaux
Niger Poste attribue au bureau de N'Guigmi le code postal : 2002

### Transport et communication
La ville se trouve à l'extrémité est de la route N1, le grand axe ouest-est Niamey–Dosso–Maradi–Zinder-Diffa-N'Guigmi.